# 套轨
套轨（英语：Gauntlet track或Interlaced track或Gantlet track）是在同一轨床上嵌套至少两种轨距，或在同一轨床上嵌套至少两种车辆限界，或在单线、复线混合铁路线路中的单线与复线交界处不使用转辙器，或同时符合上述至少两种情况的铁路线路。其在同一轨床上至少存在3条铁轨（不包括专门用于供电的供电轨）。

## 类型

### 同一轨床上嵌套至少两种轨距
在同一轨床上嵌套至少两种轨距的铁路线路属于套轨的一种，其至少需要3条铁轨（不包括供电轨）。

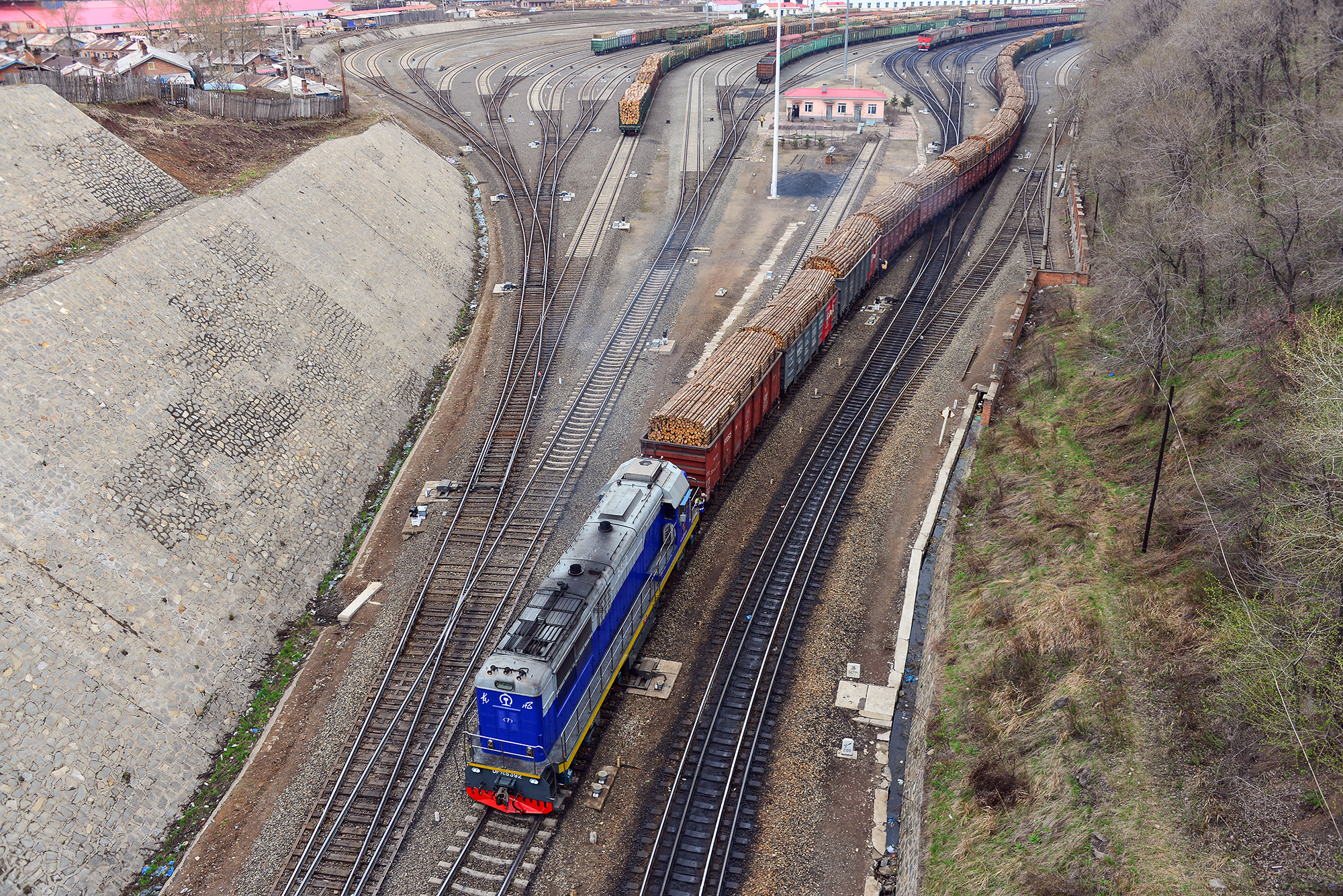
中俄边境老绥芬河站内的套轨，同时嵌套1435毫米和1520毫米两种轨距的铁路
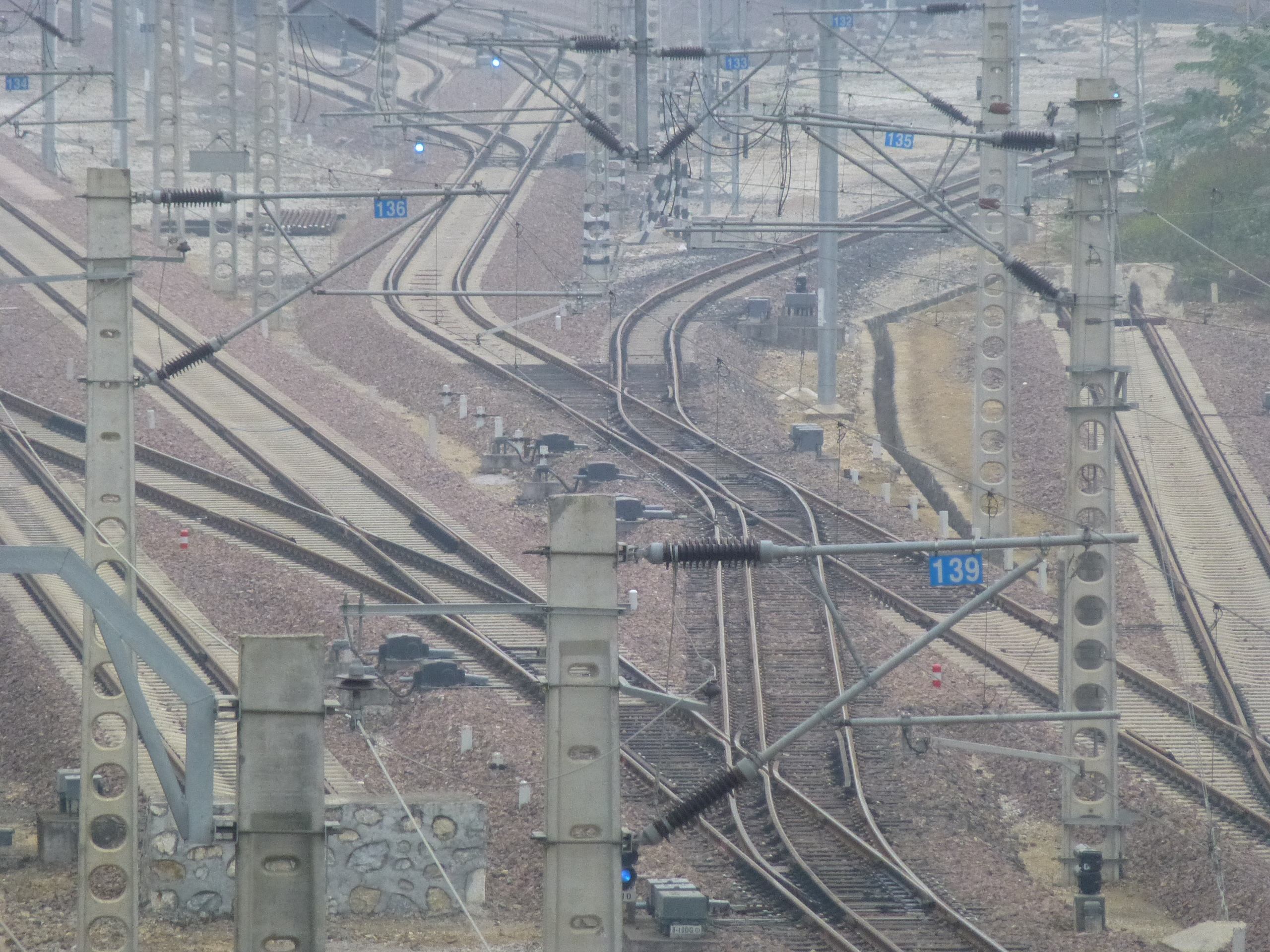
中越边境河口北站的套轨，同时嵌套1435毫米和1000毫米两种轨距的铁路
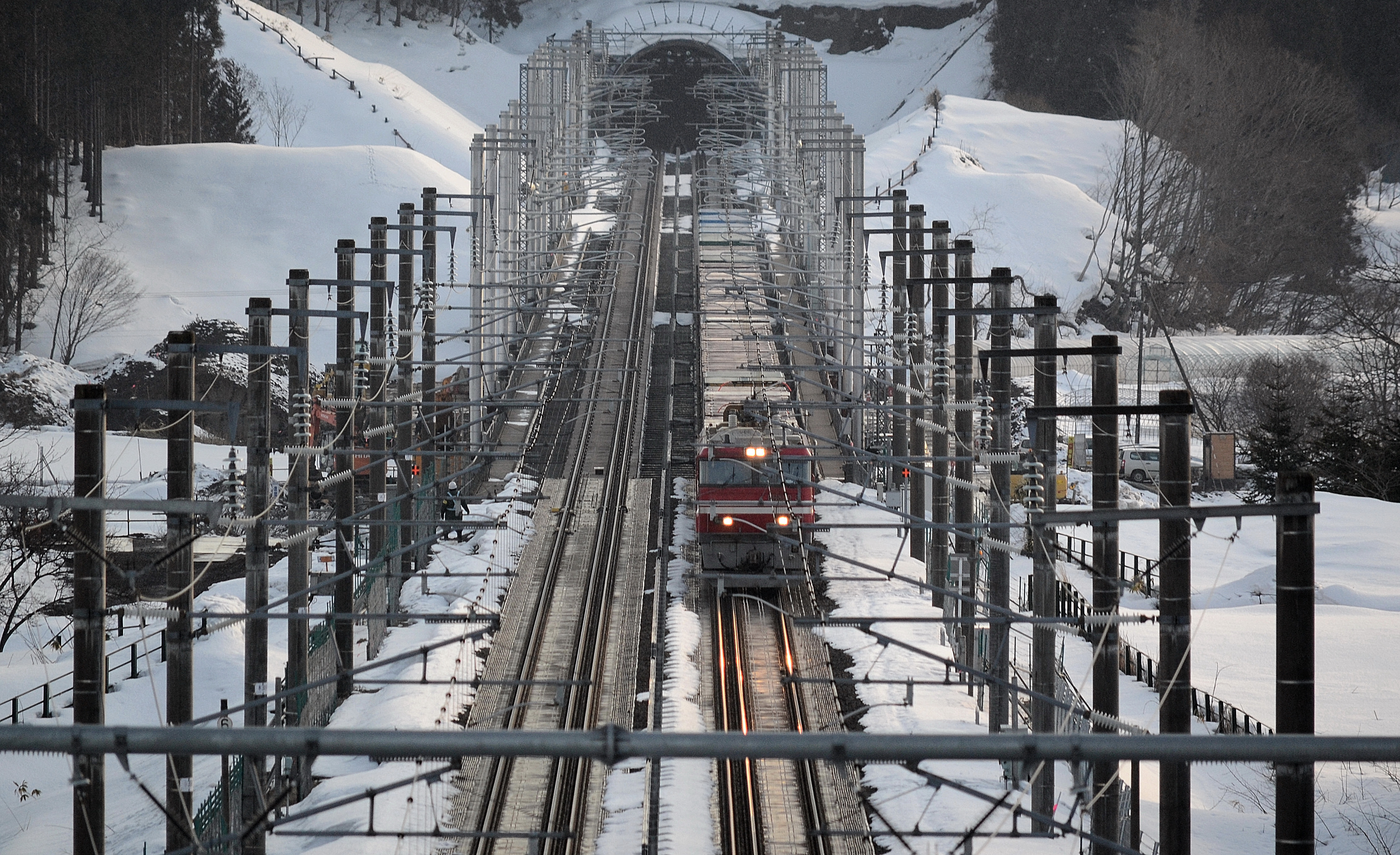
日本青函隧道口的骑马线（新幹線的1435mm的標準軌與在來線的1067mm的窄軌）
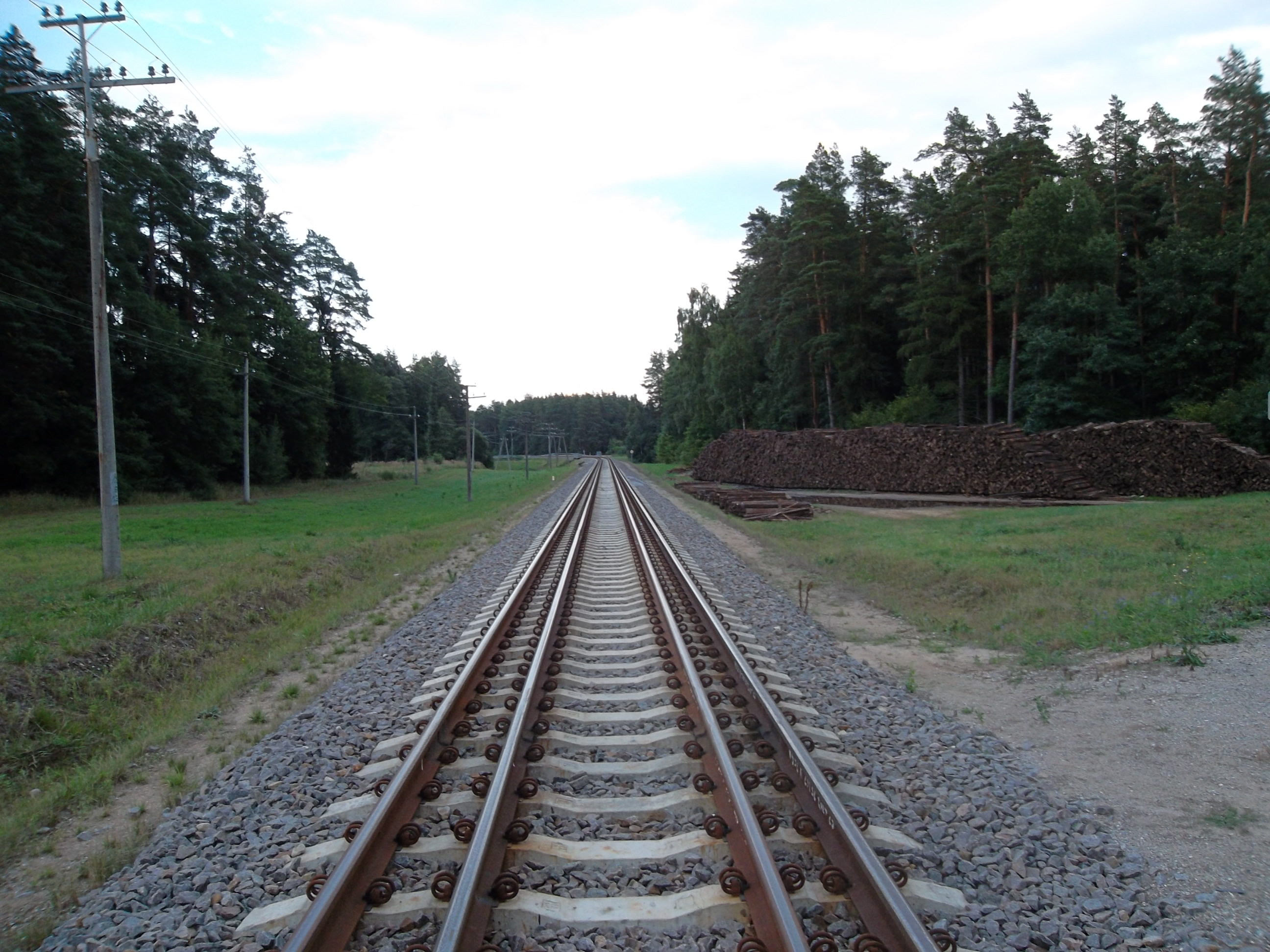
立陶宛境内的混合軌距线路
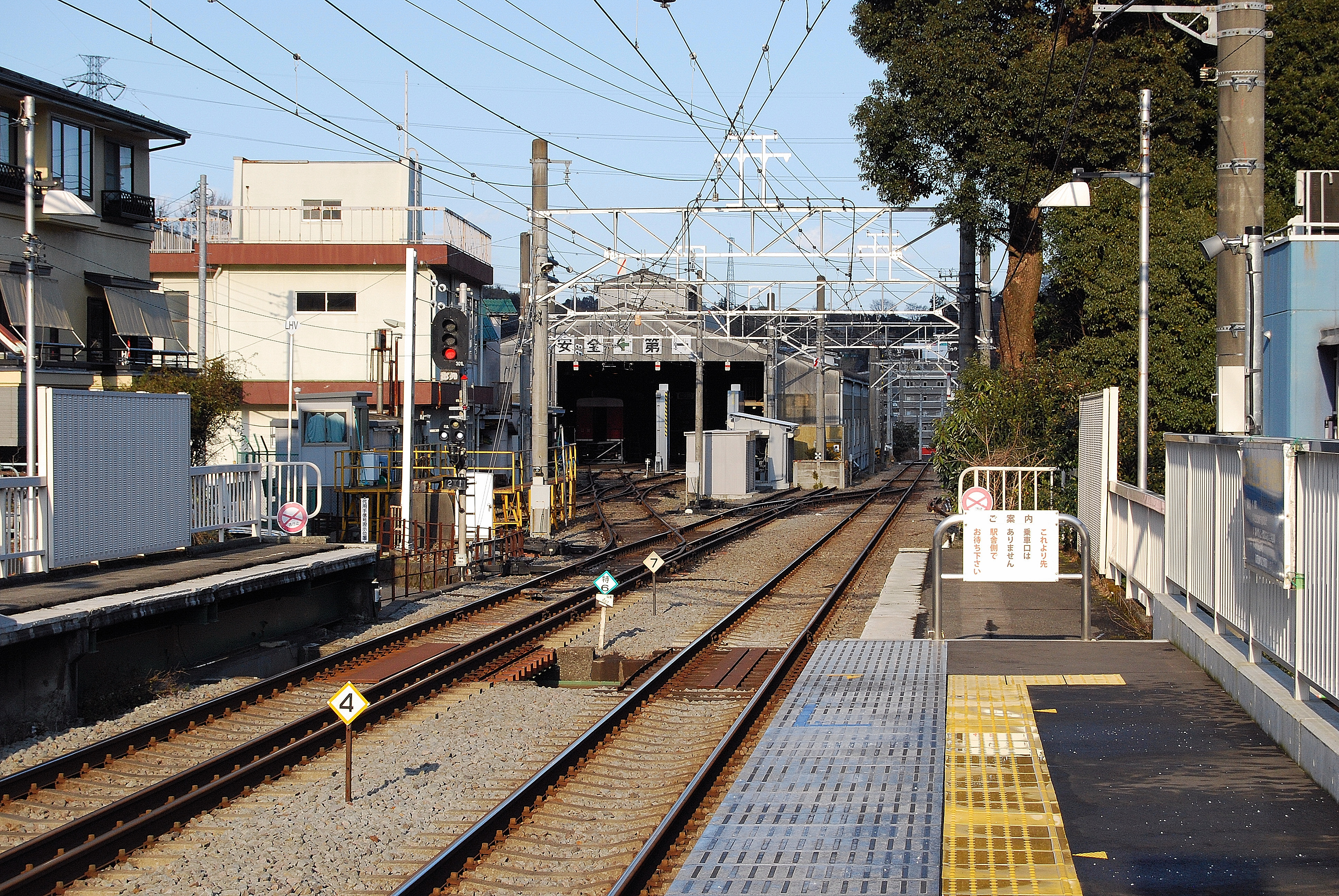
箱根登山鐵道於入生田站的騎馬線（箱根登山鐵道的1435mm的標準軌與小田急的1067mm的窄軌）標準軌路軌通往入生田驗車區（日语：箱根登山鉄道入生田検車区）

### 同一轨床上嵌套至少两种车辆限界
在同一轨床上可以通过套轨以兼容至少两种车辆限界。

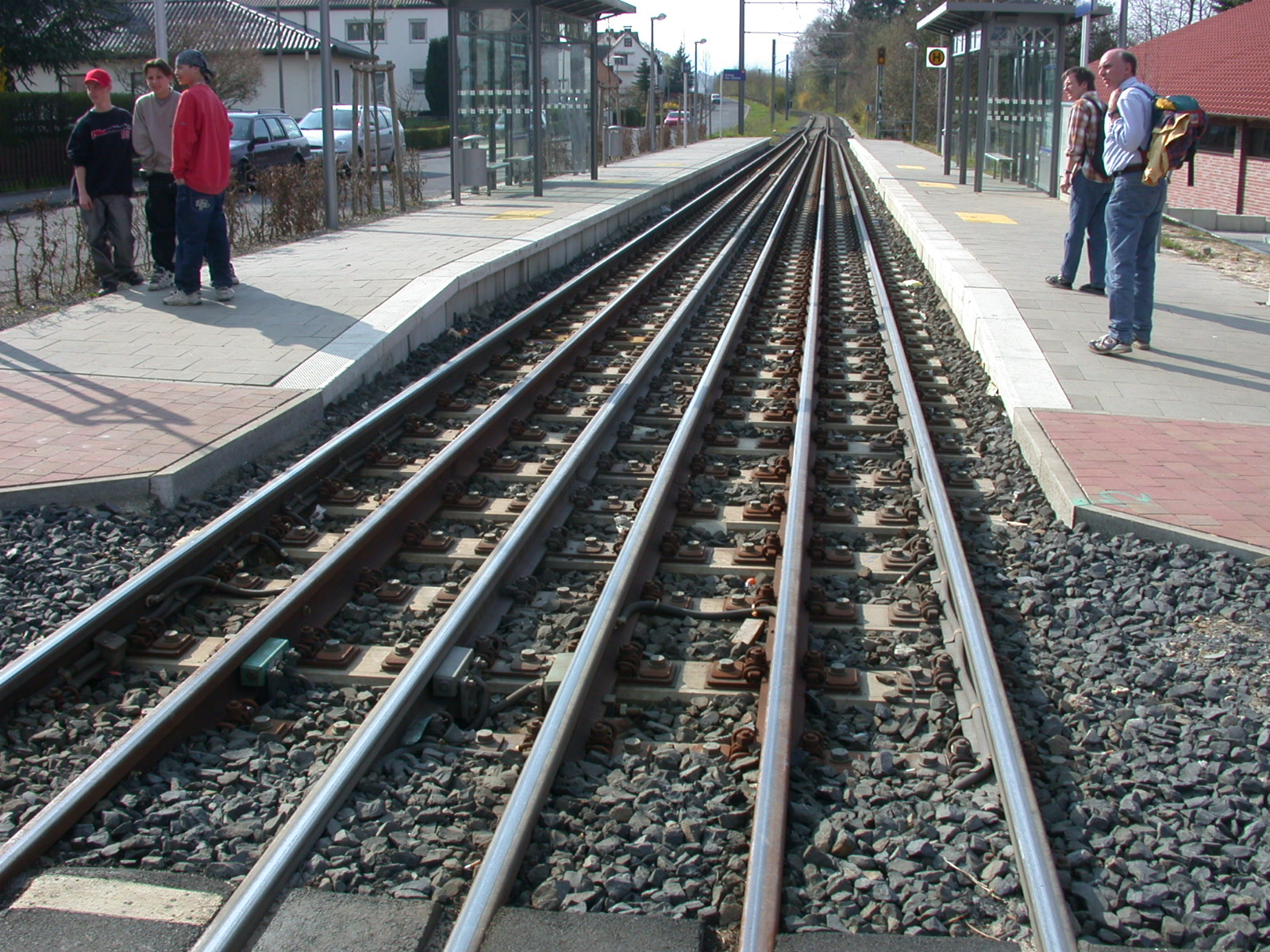
德国考丰根某车站的一处套轨，同时嵌套了主线铁路和轻轨两种轨道，两者轨距相同但车辆限界不同。宽度较宽主线铁路列车在站内靠中间行驶，相当于单线。宽度较窄的轻轨列车在站内靠两侧行驶，相当于复线。出站后又整合为单线铁路。

### 单线、复线混合铁路单线与复线交界处不使用转辙器
一些单线、复线混合铁路（包括主线铁路、轻轨、地铁等在内各种使用传统钢轨的铁路线路，不包括单轨铁路）在单线与复线交界处不使用转辙器，而是通过将单线路段修建成套轨来实现在单线路段通行两个方向的列车。复线两路轨道的轨距不一定相同，例如米轨和标准轨双线合并为单线套轨。其单线路段的套轨至少存在4条铁轨（不包括供电轨）。这种设计可以节约转辙器所占用的空间（对路面电车较为重要），并可避免因转辙器故障而造成的事故，同时无需有人管理转辙器（在联网控制的转辙器之前，转辙器需由人工现场控制。即使是联网控制的转辙器，在网络不畅通时也需要由人工现场控制）。

原理图
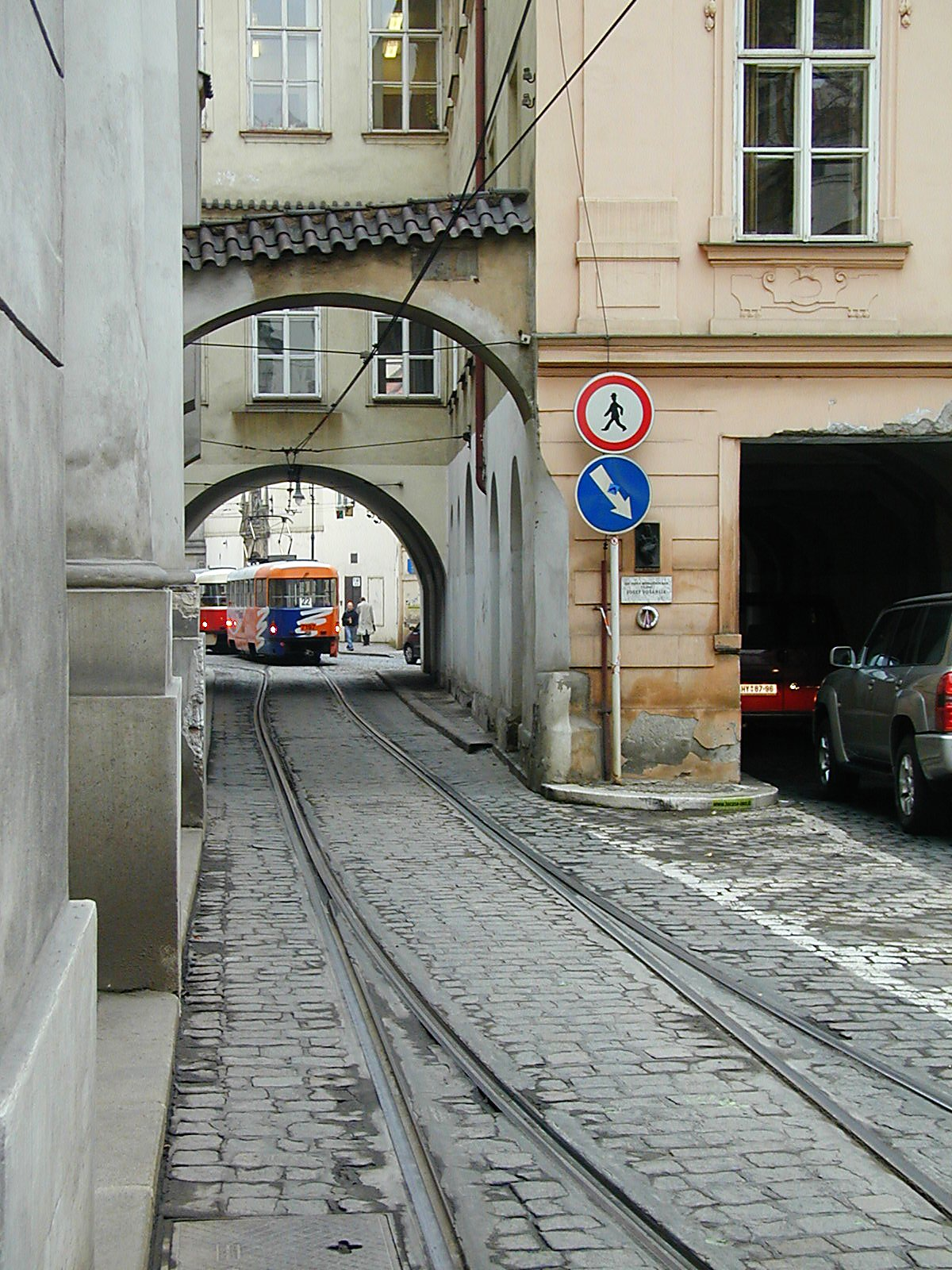
这一设计在布拉格电车布拉格小城段的使用。布拉格电车在这一单线、复线混合线路中的单线路段使用套轨而不使用转辙器较为适合该处拥挤、复杂的环境。

### 同时符合上述至少两种情况
套轨亦可以同时符合上述至少两种情况。比如越南的河同铁路现时为嵌套1,000毫米／1,435毫米两种轨距的套轨，行走在河同铁路上的两种轨距下的列车不仅轨距不同，车辆限界亦不同。

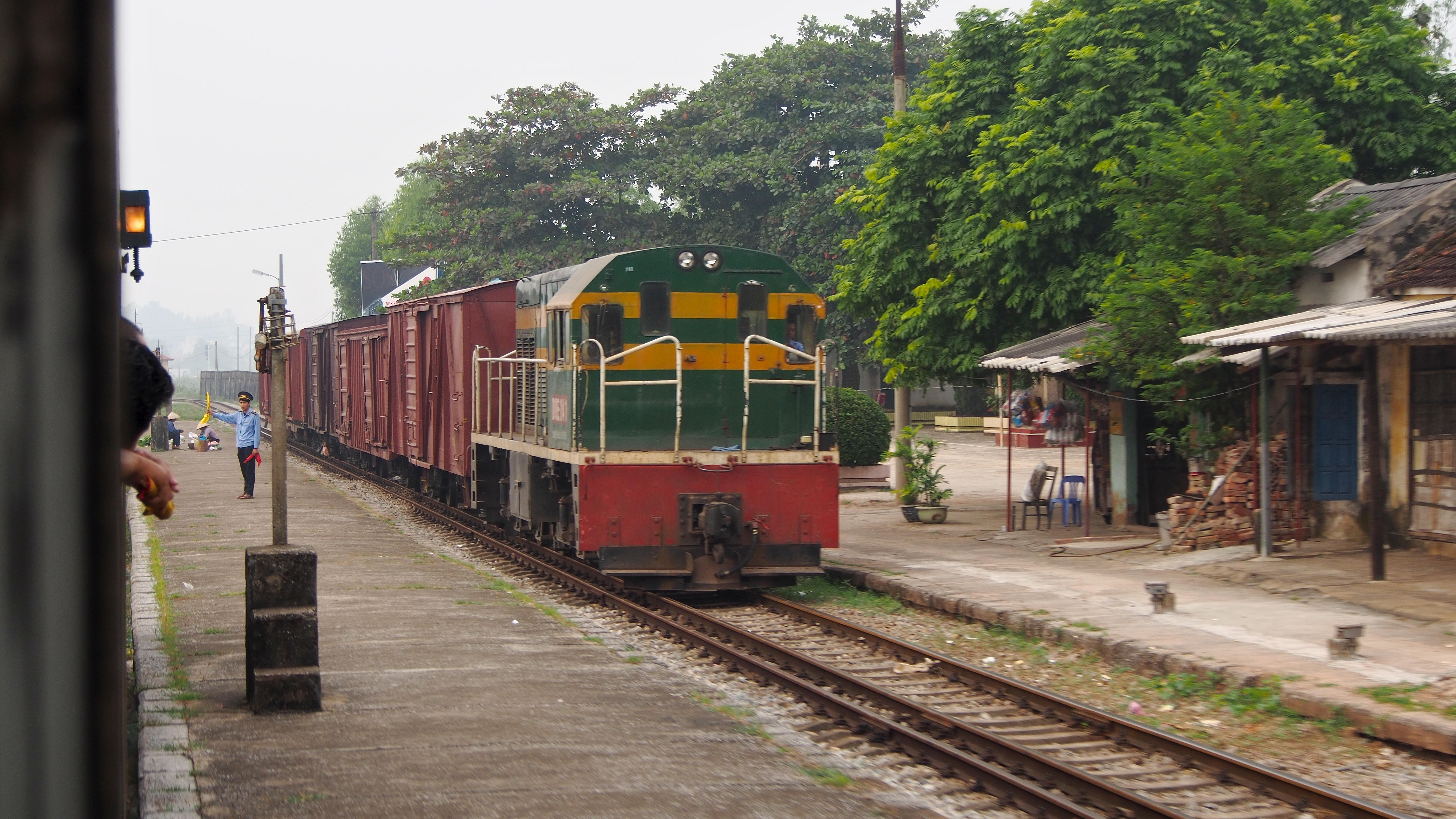
越南河同铁路照片，其套轨不仅嵌套了1,000毫米／1,435毫米两种轨距，还同时嵌套了两种车辆限界